# Lâm Chí Kiên
Lâm Chí Kiên (tiếng Trung: 林志堅, tiếng Đức: Zhi-Gin Andreas Lam, sinh ngày 4 tháng 6 năm 1991) là tiền vệ người Đức gốc Hồng Kông thi đấu cho SpVgg Greuther Fürth.

## Cuộc sống
Lâm Chí Kiên sinh ra tại Hamburg, Đức, cha là Lâm Kim Phát (tiếng Trung: 林金發), một đầu bếp và chủ sở hữu của một nhà hàng ở Hamburg, và mẹ là người nước Đứcư. Cha của anh sinh ra tại một thị trấntrước đây là một khu vực biên giới đóng tại huyện Bắc, Hồng Kông và di cư đến Hamburg vào năm 1980. Lâm Chí Kiên có ba chị gái. Khi còn trẻ, anh thường trở lại Hồng Kông với gia đình của mình trong kỳ nghỉ hè và chơi bóng đá ở Thượng Thủy, thách thức một số cầu thủ bóng đá người lớn.

## Câu lạc bộ

### Hamburger SV
Lâm Chí Kiên bắt đầu sự nghiệp của mình với câu lạc bộ thanh thiếu niên Hamburger SV vào năm 2005 và trong năm 2010 đã trở thành một cầu thủ trong đội trẻ, Hamburger SV II, nơi anh đã phát triển dưới thời HLV Rodolfo Cardosoư. Trong mùa giải 2011-12, sau khi sa thải HLV Michael Oenning vào ngày 19 tháng 9 năm 2011, Rodolfo được bổ nhiệm làm huấn luyện viên tạm thời của đội và sử dụng anh (trong trận đấu đầu tiên của Rodolfo tại helm của HSV) trong trận gặp VfB Stuttgart vào ngày 23 tháng 9 năm 2011  và Cardoso nói Lâm Chí Kiên là một trong những tốt, anh đã được ca ngợi rộng rãi trong trận ra mắt, với giám đốc thể thao Frank Arnesen nói, "Anh ấy đã làm rất tuyệt vời, anhđã được hoàn toàn thư giãn. Đó là một giấc mơ thực sự lần đầu tiên ".
Ngày 15 tháng 9 năm 2013, anh ghi bàn thắng chuyên nghiệp đầu tiên của mình trong giải đấu trận đấu sân khách trước Borussia Dortmund. Tuy nhiên, anh không thể giúp đội bóng của mình giành chiến thắng khi để thua 2-6.

### Greuther Fürth
Ngày 05 Tháng 6 năm 2014, anh đã ký một hợp đồng ba năm với đội bóng hạng nhì SpVgg Greuther Fürth đến năm 2017 [5] với mức phí chuyển nhượng là khoảng 200.000 €.

## Thành tích

### Câu lạc bộ
| Câu lạc bộ | Mùa giải  | Giải đấu | Giải đấu     | Cúp     | Cúp          | Tổng    | Tổng         |
| Câu lạc bộ | Mùa giải  | Số trận  | Số bàn thắng | Số trận | Số bàn thắng | Số trận | Số bàn thắng |
| ---------- | --------- | -------- | ------------ | ------- | ------------ | ------- | ------------ |
| Hamburg II | 2009–10   | 2        | 0            | 0       | 0            | 2       | 0            |
| Hamburg II | 2010–11   | 31       | 3            | 0       | 0            | 31      | 3            |
| Hamburg II | 2011–12   | 19       | 1            | 0       | 0            | 19      | 1            |
| Hamburg II | 2012–13   | 13       | 0            | 0       | 0            | 13      | 0            |
| Hamburg II | 2013–14   | 2        | 0            | 0       | 0            | 2       | 0            |
| Hamburg II | Tổng      | 67       | 4            | 0       | 0            | 67      | 4            |
| Hamburg    | 2011–12   | 7        | 0            | 1       | 0            | 8       | 0            |
| Hamburg    | 2012–13   | 4        | 0            | 1       | 0            | 5       | 0            |
| Hamburg    | 2013–14   | 9        | 1            | 2       | 0            | 11      | 1            |
| Hamburg    | Tổng      | 20       | 1            | 4       | 0            | 24      | 1            |
| Fürth      | 2014–15   | 0        | 0            | 0       | 0            | 0       | 0            |
| Tổng cộng  | Tổng cộng | 87       | 5            | 4       | 0            | 91      | 5            |